# Institution, Justice and Poverty
Institution, Justice and Poverty är ett album från 1989 av det svenska punkbandet Charta 77. Gavs ut på LP.

## Låtar på albumet
| Nr  | Titel                      | Längd | Notering |
| --- | -------------------------- | ----- | -------- |
| A1. | Newspaper court            | 3:21  |          |
| A2. | Kill baby kill             | 3:48  |          |
| A3. | Closed doors               | 3:53  |          |
| A4. | Explode                    | ?     |          |
| A5. | The day the bank collapse  | ?     |          |
| B1. | Joker                      | ?     |          |
| B2. | Out it's still dark        | ?     |          |
| B3. | To be continued            | ?     |          |
| B4. | Community of communication | ?     |          |
| B5. | Standing alone             | ?     |          |